# London Mathematical Society Lecture Note Series

La Lecture Note Series de la London Mathematical Society est une série de livres de mathématiques publiée par Cambridge University Press. Publiée depuis 1971 à nos jours, elle compte plus de quatre-cents ouvrages.

## Liste de volumes
- 1. General Cohomology Theory and K-Theory, P. J. Hilton, 1971, 1re éd.  (ISBN 9780521079761)
- 2. Numerical Ranges of Operators on Normed Spaces and of Elements of Normed Algebras, F. F. Bonsall, J. Duncan, 1971, 1re éd.  (ISBN 9780521079884)
- 3. Convex polytopes and the upper bound conjecture, P. McMullen, G.C. Shephard, 1971, 1re éd.  (ISBN 9780521080170)
- 4. Algebraic Topology, A Student's Guide, General editor G. C. Shepherd, 1972, 1re éd.  (ISBN 9780521080767)
- 5. Commutative Algebra, J. T. Knight, 1971, 1re éd.  (ISBN 9780521081931)
- 6. Finite groups of automorphisms; course given at the University of Southampton, October-December 1969., Norman Biggs, 1971, 1re éd.  (ISBN 9780521082150)
- 7. Introduction to combinatory logic, J. R. Hindley, B. Lercher, J. P. Seldin, 1972, 1re éd.  (ISBN 9780521096973)
- 8. Integration and Harmonic Analysis on Compact Groups, R. E. Edwards, 1972, 1re éd.  (ISBN 9780521097178)
- 9. Elliptic Functions and Elliptic Curves, Patrick Du Val, 1973, 1re éd.  (ISBN 9780521200363)
- 10. Numerical Ranges II, F. F. Bonsall, J. Duncan, 1973, 1re éd.  (ISBN 9780521202275)
- 11. New Developments in Topology, Graeme Segal, 1974, 1re éd.  (ISBN 9780521203548)
- 12. Proceedings of the Symposium on Complex Analysis Canterbury 1973, J. Clunie, W. K. Hayman, 1974, 1re éd.  (ISBN 9780521204521)
- 13. Combinatorics, T. P. McDonough, V. C. Mavron, 1974, 1re éd.  (ISBN 9780521204545)
- 14. Analytic Theory of Abelian Varieties, H. P. F. Swinnerton-Dyer, 1974, 1re éd.  (ISBN 9780521205269)
- 15. An Introduction to Topological Groups, P. J. Higgins, 1975, 1re éd.  (ISBN 9780521205276)
- 16. Topics in Finite Groups, Terence M. Gagen, 1976, 1re éd.  (ISBN 9780521210027)
- 17. Differentiable Germs and Catastrophes, Translated by L. Lander, 1975, 1re éd.  (ISBN 9780521206815)
- 18. A Geometric Approach to Homology Theory, S. Buonchristiano, C. P. Rourke, B. J. Sanderson, 1976, 1re éd.  (ISBN 9780521209403)
- 19. Graph Theory, Coding Theory and Block Designs, P. J. Cameron, J. H. van Lint, 1975, 1re éd.  (ISBN 9780521207423)
- 20. Sheaf Theory, B. R. Tennison, 1975, 1re éd.  (ISBN 9780521207843)
- 21. Automatic Continuity of Linear Operators, Allan M. Sinclair, 1976, 1re éd.  (ISBN 9780521208307)
- 22. Presentations of groups, D. L. Johnson, 1976, 1re éd.  (ISBN 9780521208291)
- 23. Parallelisms of Complete Designs, Peter J. Cameron, 1976, 1re éd.  (ISBN 9780521211604)
- 24. The Topology of Stiefel Manifolds, I. M. James, 1977, 1re éd.  (ISBN 9780521213349)
- 25. Lie Groups and Compact Groups, John F. Price, 1977, 1re éd.  (ISBN 9780521213400)
- 26. Transformation Groups, Proceedings of the Conference in the University of Newcastle upon Tyne, August 1976, Czes Kosniowski, 1977, 1re éd.  (ISBN 9780521215091)
- 27. Skew Field Constructions, P. M. Cohn, 1977, 1re éd.  (ISBN 9780521214971)
- 28. Brownian Motion, Hardy Spaces and Bounded Mean Oscillation, K. E. Petersen, 1977, 1re éd.  (ISBN 9780521215121)
- 29. Pontryagin Duality and the Structure of Locally Compact Abelian Groups, Sidney A. Morris, 1977, 1re éd.  (ISBN 9780521215435)
- 30. Interaction Models, Norman L. Biggs, 1977, 1re éd.  (ISBN 9780521217705)
- 31. Continuous Crossed Products and Type III Von Neumann Algebras, A. van Daele, 1978, 1re éd.  (ISBN 9780521219754)
- 32. Uniform Algebras and Jensen Measures, T. W. Gamelin, 1979, 1re éd.  (ISBN 9780521222808)
- 33. Permutation Groups and Combinatorial Structures, Norman L. Biggs, A. T. White, 1979, 1re éd.  (ISBN 9780521222877)
- 34. Representation Theory of Lie Groups, M. F. Atiyah, R. Bott, S. Helgason, D. Kazhdan, B. Kostant, G. Lustztig, 1980, 1re éd.  (ISBN 9780521226363)
- 35. Trace ideals and their applications, Barry Simon, 1979, 1re éd.  (ISBN 9780521222860)
- 36. Homological Group Theory, C. T. C. Wall, 1979, 1re éd.  (ISBN 9780521227292)
- 37. Partially Ordered Rings and Semi-Algebraic Geometry, Gregory W. Brumfiel, 1979, 1re éd.  (ISBN 9780521228459)
- 38. Surveys in Combinatorics, B. Bollobás, 1979, 1re éd.  (ISBN 9780521228466)
- 39. Affine Sets and Affine Groups, D. G. Northcott, 1980, 1re éd.  (ISBN 9780521229098)
- 40. Introduction to H_p Spaces, Paul Koosis, 1980, 1re éd.  (ISBN 9780521231596)
- 41. Theory and applications of Hopf bifurcation, B. D. Hassard, N. D. Kazarinoff, Y.-H. Wan, 1981, 1re éd.  (ISBN 9780521231589)
- 42. Topics in the Theory of Group Presentations, D. L. Johnson, 1980, 1re éd.  (ISBN 9780521231084)
- 43. Graphs, Codes and Designs, P. J. Cameron, J. H. van Lint, 1980, 1re éd.  (ISBN 9780521231411)
- 44. ZZ/2 - Homotopy Theory, M. C. Crabb, 1980, 1re éd.  (ISBN 9780521280518)
- 45. Recursion Theory, its Generalisations and Applications, F. R. Drake, S. S. Wainer, 1980, 1re éd.  (ISBN 9780521235433)
- 46. P-adic Analysis, A Short Course on Recent Work, Neal Koblitz, 1980, 1re éd.  (ISBN 9780521280600)
- 47. Coding the Universe, A. Beller, R. Jensen, P. Welch, 1982, 1re éd.  (ISBN 9780521280402)
- 48. Low-Dimensional Topology, R. Brown, T. L. Thickstun, 1982, 1re éd.  (ISBN 9780521281461)
- 49. Finite Geometries and Designs, Proceedings of the Second Isle of Thorns Conference 1980, P. J. Cameron, J. W. P. Hirschfeld, D. R. Hughes, 1981, 1re éd.  (ISBN 9780521283786)
- 50. Commutator Calculus and Groups of Homotopy Classes, Hans Joachim Baues, 1981, 1re éd.  (ISBN 9780521284240)
- 51. Synthetic Differential Geometry, Anders Kock, 1981, 1re éd.  (ISBN 9780521241380)
- 52. Combinatorics, H. N. V. Temperley, 1981, 1re éd.  (ISBN 9780521285148)
- 53. Singularity Theory, V. I. Arnold, 1981, 1re éd.  (ISBN 9780521285117)
- 54. Markov Processes and Related Problems of Analysis, E. B. Dynkin, 1982, 1re éd.  (ISBN 9780521285124)
- 55. Ordered Permutation Groups, A. M. W. Glass, 1982, 1re éd.  (ISBN 9780521241908)
- 56. Journees Arithmetiques 1980, J. V. Armitage, 1982, 1re éd.  (ISBN 9780521285131)
- 57. Techniques of Geometric Topology, Roger A. Fenn, 1983, 1re éd.  (ISBN 9780521284721)
- 58. Singularities of Smooth Functions and Maps, J. Martinet, 1982, 1re éd.  (ISBN 9780521233989)
- 59. Applicable Differential Geometry, M. Crampin, F. A. E. Pirani, 1987, 1re éd.  (ISBN 9780521231909)
- 60. Integrable Systems, I. S. Novikov, 1981, 1re éd.  (ISBN 9780521285278)
- 61. The Core Model, A. Dodd, 1982, 1re éd.  (ISBN 9780521285308)
- 62. Economics for Mathematicians, J. W. S. Cassels, 1981, 1re éd.  (ISBN 9780521286145)
- 63. Continuous Semigroups in Banach Algebras, Allan M. Sinclair, 1982, 1re éd.  (ISBN 9780521285988)
- 64. Basic Concepts of Enriched Category Theory, Max Kelly, 1982, 1re éd.  (ISBN 9780521287029)
- 65. Several Complex Variables and Complex Manifolds I, Mike Field, 1982, 1re éd.  (ISBN 9780521283014)
- 66. Several Complex Variables and Complex Manifolds II, Mike Field, 1982, 1re éd.  (ISBN 9780521288880)
- 67. Classification Problems in Ergodic Theory, William Parry, Selim Tuncel, 1982, 1re éd.  (ISBN 9780521287944)
- 68. Complex Algebraic Surfaces, Arnaud Beauville, 1983, 1re éd.  (ISBN 9780521288156)
- 69. Representation Theory, Selected Papers, I. M. Gelfand, 1982, 1re éd.  (ISBN 9780521289818)
- 70. Stochastic Differential Equations on Manifolds, K. D. Elworthy, 1982, 1re éd.  (ISBN 9780521287678)
- 71. Groups - St Andrews 1981, C. M. Campbell, E. F. Robertson, 1982, 1re éd.  (ISBN 9780521289740)
- 72. Commutative Algebra, Durham 1981, R. Y. Sharp, 1983, 1re éd.  (ISBN 9780521271257)
- 73. Riemann surfaces: a view towards several complex variables, A.T. Huckleberry
- 74. Symmetric Designs, An Algebraic Approach, Eric S. Lander, 1983, 1re éd.  (ISBN 9780521286930)
- 75. New geometric splittings of classical knots, L. Siebenmann, F. Bonahon
- 76. Spectral Theory of Linear Differential Operators and Comparison Algebras, Heinz Otto Cordes, 1987, 1re éd.  (ISBN 9780521284431)
- 77. Isolated Singular Points on Complete Intersections, E. J. N. Looijenga, 1984, 1re éd.  (ISBN 9780521286749)
- 78. A Primer on Riemann Surfaces, A. F. Beardon, 1984, 1re éd.  (ISBN 9780521271042)
- 79. Probability, Statistics and Analysis, J. F. C. Kingman, G. E. H. Reuter, 1983, 1re éd.  (ISBN 9780521285902)
- 80. Introduction to the Representation Theory of Compact and Locally Compact Groups, Alain Robert, 1983, 1re éd.  (ISBN 9780521289757)
- 81. Skew Fields, P. K. Draxl, 1983, 1re éd.  (ISBN 9780521272742)
- 82. Surveys in Combinatorics, Invited Papers for the Ninth British Combinatorial Conference 1983, E. Keith Lloyd, 1983, 1re éd.  (ISBN 9780521275521)
- 83. Homogeneous Structures on Riemannian Manifolds, F. Tricerri, L. Vanhecke, 1983, 1re éd.  (ISBN 9780521274890)
- 84. Finite Group Algebras and their Modules, P. Landrock, 1983, 1re éd.  (ISBN 9780521274876)
- 85. Solitons, P. G. Drazin, 1983, 1re éd.  (ISBN 9780521274227)
- 86. Topological Topics, Articles on Algebra and Topology Presented to Professor P J Hilton in Celebration of his Sixtieth Birthday, I. M. James, 1983, 1re éd.  (ISBN 9780521275811)
- 87. Surveys in Set Theory, A. R. D. Mathias, 1983, 1re éd.  (ISBN 9780521277334)
- 88. FPF Ring Theory, Faithful Modules and Generators of Mod-R, Carl Faith, Stanley Page, 1984, 1re éd.  (ISBN 9780521277389)
- 89. An F-space Sampler, N. J. Kalton, N. T. Peck, James W. Roberts, 1984, 1re éd.  (ISBN 9780521275859)
- 90. Polytopes and Symmetry, Stewart A. Robertson, 1984, 1re éd.  (ISBN 9780521277396)
- 91. Classgroups of Group Rings, Martin J. Taylor, 1984, 1re éd.  (ISBN 9780521278706)
- 92. Representations of Rings over Skew Fields, A. H. Schofield, 1985, 1re éd.  (ISBN 9780521278539)
- 93. Aspects of Topology, In Memory of Hugh Dowker 1912-1982, I. M. James, E. H. Kronheimer, 1985, 1re éd.  (ISBN 9780521278157)
- 94. Representations of General Linear Groups, G. D. James, 1984, 1re éd.  (ISBN 9780521269810)
- 95. Low Dimensional Topology, Roger Fenn, 1985, 1re éd.  (ISBN 9780521269827)
- 96. Diophantine Equations over Function Fields, R. C. Mason, 1984, 1re éd.  (ISBN 9780521269834)
- 97. Varieties of Constructive Mathematics, Douglas Bridges, Fred Richman, 1987, 1re éd.  (ISBN 9780521318020)
- 98. Localization in Noetherian Rings, A. V. Jategaonkar, 1986, 1re éd.  (ISBN 9780521317139)
- 99. Algebraic Topology via Differential Geometry, M. Karoubi, C. Leruste, 1988, 1re éd.  (ISBN 9780521317146)
- 100. Stopping Time Techniques for Analysts and Probabilists, L. Egghe, 1984, 1re éd.  (ISBN 9780521317153)
- 101. Groups and Geometry, Roger C. Lyndon, 1985, 1re éd.  (ISBN 9780521316941)
- 102. Topology of the automorphism group of a free group, S.M. Gerston
- 103. Surveys in Combinatorics 1985, Invited Papers for the Tenth British Combinatorial Conference, Ian Anderson, 1985, 1re éd.  (ISBN 9780521315241)
- 104. Elliptic Structures on 3-Manifolds, Charles Benedict Thomas, 1986, 1re éd.  (ISBN 9780521315760)
- 105. A Local Spectral Theory for Closed Operators, Ivan N. Erdelyi, Wang Shengwang, 1985, 1re éd.  (ISBN 9780521313148)
- 106. Syzygies, E. Graham Evans, Phillip Griffith, 1985, 1re éd.  (ISBN 9780521314114)
- 107. Compactification of Siegel Moduli Schemes, Ching-Li Chai, 1985, 1re éd.  (ISBN 9780521312530)
- 108. Some Topics in Graph Theory, Hian Poh Yap, 1986, 1re éd.  (ISBN 9780521339445)
- 109. Diophantine Analysis, Proceedings at the Number Theory Section of the 1985 Australian Mathematical Society Convention, J. H. Loxton, A. J. van Poorten, 1986, 1re éd.  (ISBN 9780521339230)
- 110. An Introduction to the Theory of Surreal Numbers, Harry Gonshor, 1986, 1re éd.  (ISBN 9780521312059)
- 111. Analytical and Geometric Aspects of Hyperbolic Space, D. B. A. Epstein, 1987, 1re éd.  (ISBN 9780521339063)
- 112. Low dimensional topology and Kleinian groups : Warwick and Durham, 1984, D. B. A. Epstein, 1987, 1re éd.  (ISBN 9780521339056)
- 113. Lectures on the Asymptotic Theory of Ideals, D. Rees, 1988, 1re éd.  (ISBN 9780521311274)
- 114. Lectures on Bochner-Riesz Means, Katherine Michelle Davis, Yang-Chun Chang, 1987, 1re éd.  (ISBN 9780521312776)
- 115. An Introduction to Independence for Analysts, H. G. Dales, W. H. Woodin, 1987, 1re éd.  (ISBN 9780521339964)
- 116. Representations of Algebras, Proceedings of the Durham Symposium 1985, P. J. Webb, 1986, 1re éd.  (ISBN 9780521312882)
- 117. Homotopy Theory: Proceedings of the Durham Symposium 1985, E. Rees, J. D. S. Jones, 1987, 1re éd.  (ISBN 9780521339469)
- 118. Skew Linear Groups, M. Shirvani, B. A. F. Wehrfritz, 1987, 1re éd.  (ISBN 9780521339254)
- 119. Triangulated Categories in the Representation of Finite Dimensional Algebras, Dieter Happel, 1988, 1re éd.  (ISBN 9780521339223)
- 120. Lectures on Fermat varieties, T. Shioda
- 121. Proceedings of Groups - St. Andrews 1985, E. F. Robertson, Colin Matthew Campbell, 1987, 1re éd.  (ISBN 9780521338547)
- 122. Non-Classical Continuum Mechanics, Proceedings of the London Mathematical Society Symposium, Durham, July 1986, R. J. Knops, A. A. Lacey, 1987, 1re éd.  (ISBN 9780521349352)
- 123. Surveys in combinatorics, 1987 : invited papers for the Eleventh British Combinatorial Conference, C. Whitehead, 1987, 1re éd.  (ISBN 9780521348058)
- 124. Lie Groupoids and Lie Algebroids in Differential Geometry, K. Mackenzie, 1987, 1re éd.  (ISBN 9780521348829)
- 125. Commutator Theory for Congruence Modular Varieties, Ralph Freese, Ralph McKenzie, 1987, 1re éd.  (ISBN 9780521348324)
- 126. Van der Corput's Method of Exponential Sums, S. W. Graham, Grigori Kolesnik, 1991, 1re éd.  (ISBN 9780521339278)
- 127. New Directions in Dynamical Systems, T. Bedford, H. Swift, 1988, 1re éd.  (ISBN 9780521348805)
- 128. Descriptive Set Theory and the Structure of Sets of Uniqueness, Alexander S. Kechris, Alain Louveau, 1987, 1re éd.  (ISBN 9780521358118)
- 129. The Subgroup Structure of the Finite Classical Groups, Peter B. Kleidman, Martin W. Liebeck, 1990, 1re éd.  (ISBN 9780521359498)
- 130. Model Theory and Modules, M. Prest, 1988, 1re éd.  (ISBN 9780521348331)
- 131. Algebraic, Extremal and Metric Combinatorics 1986, M. M. Deza, P. Frankl, I. G. Rosenberg, 1988, 1re éd.  (ISBN 9780521359238)
- 132. Whitehead Groups of Finite Groups, Robert Oliver, 1988, 1re éd.  (ISBN 9780521336468)
- 133. Linear Algebraic Monoids, Mohan S. Putcha, 1988, 1re éd.  (ISBN 9780521358095)
- 134. Number Theory and Dynamical Systems, M. M. Dodson, J. A. G. Vickers, 1989, 1re éd.  (ISBN 9780521369190)
- 135. Operator Algebras and Applications, volume 1, David E. Evans, Masamichi Takesaki, 1989, 1re éd.  (ISBN 9780521368438)
- 136. Operator Algebras and Applications, volume 2, David E. Evans, Masamichi Takesaki, 1989, 1re éd.  (ISBN 9780521368445)
- 137. Analysis at Urbana, volume 1, E. Berkson, T. Peck, J. Uhl, 1989, 1re éd.  (ISBN 9780521364362)
- 138. Analysis at Urbana, volume 2, Earl R. Berkson, N. Tenney Peck, J. Jerry Uhl, 1989, 1re éd.  (ISBN 9780521364379)
- 139. Advances in Homotopy Theory, Papers in Honour of I M James, Cortona 1988, S. Salamon, B. Steer, W. Sutherland, 1989, 1re éd.  (ISBN 9780521379076)
- 140. Geometric Aspects of Banach Spaces, Essays in Honour of Antonio Plans, E. Martin-Peinador, A. Rodés, 1989, 1re éd.  (ISBN 9780521367523)
- 141. Surveys in Combinatorics, 1989, Invited Papers at the Twelfth British Combinatorial Conference, J. Siemons, 1989, 1re éd.  (ISBN 9780521378239)
- 142. The Geometry of Jet Bundles, D. J. Saunders, 1989, 1re éd.  (ISBN 9780521369480)
- 143. The Ergodic Theory of Discrete Groups, Peter J. Nicholls, 1989, 1re éd.  (ISBN 9780521376747)
- 144. Introduction to Uniform Spaces, I. M. James, 1990, 1re éd.  (ISBN 9780521386203)
- 145. Homological Questions in Local Algebra, Jan R. Strooker, 1990, 1re éd.  (ISBN 9780521315265)
- 146. Maximal Cohen-Macaulay Modules over Cohen-Macaulay Rings, Y. Yoshino, 1990, 1re éd.  (ISBN 9780521356947)
- 147. Continuous and Discrete Modules, Saad H. Mohamed, Bruno J. Müller, 1990, 1re éd.  (ISBN 9780521399753)
- 148. Helices and Vector Bundles, Seminaire Rudakov, A. N. Rudakov, 1990, 1re éd.  (ISBN 9780521388115)
- 149. Solitons, Nonlinear Evolution Equations and Inverse Scattering, M. A. Ablowitz, P. A. Clarkson, 1991, 1re éd.  (ISBN 9780521387309)
- 150. Geometry of Low-Dimensional Manifolds, volume 1, S. K. Donaldson, C. B. Thomas, 1991, 1re éd.  (ISBN 9780521399784)
- 151. Geometry of Low-Dimensional Manifolds, volume 2, Symplectic Manifolds and Jones-Witten Theory, S. K. Donaldson, C. B. Thomas, 1991, 1re éd.  (ISBN 9780521400015)
- 152. Oligomorphic Permutation Groups, Peter J. Cameron, 1990, 1re éd.  (ISBN 9780521388368)
- 153. L-Functions and Arithmetic, J. Coates, M. J. Taylor, 1991, 1re éd.  (ISBN 9780521386197)
- 154. Number Theory and Cryptography, J. H. Loxton, 1990, 1re éd.  (ISBN 9780521398770)
- 155. Classification Theory of Polarized Varieties, Takao Fujita, 1990, 1re éd.  (ISBN 9780521392020)
- 156. Twistors in Mathematics and Physics, T. N. Bailey, R. J. Baston, 1990, 1re éd.  (ISBN 9780521397834)
- 157. Analytic Pro-p Groups, J. D. Dixon, M. D. F. Sautoy, A. Mann, D. Segal, 1991, 1re éd.  (ISBN 9780521395809)
- 158. Geometry of Banach Spaces, Proceedings of the Conference Held in Strobl, Austria 1989, P. F. X. Müller, W. Schachermayer, 1991, 1re éd.  (ISBN 9780521408509)
- 159. Groups St Andrews 1989, volume 1, C. M. Campbell, E. F. Robertson, 1991, 1re éd.  (ISBN 9780521398497)
- 160. Groups St Andrews 1989, volume 2, C. M. Campbell, E. F. Robertson, 1991, 1re éd.  (ISBN 9780521406697)
- 161. Lectures on Block Theory, Burkhard Külshammer, 1991, 1re éd.  (ISBN 9780521405652)
- 162. Harmonic Analysis and Representation Theory for Groups Acting on Homogenous Trees, Alessandro Figá-Talamanca, Claudio Nebbia, 1991, 1re éd.  (ISBN 9780521424448)
- 163. Topics in Varieties of Group Representations, Samuel M. Vovsi, 1991, 1re éd.  (ISBN 9780521424103)
- 164. Quasi-symmetric Designs, Mohan S. Shrikhande, Sharad S. Sane, 1991, 1re éd.  (ISBN 9780521414074)
- 165. Groups, Combinatorics and Geometry, Martin W. Liebeck, Jan Saxl, 1992, 1re éd.  (ISBN 9780521406857)
- 166. Surveys in Combinatorics, 1991, A. D. Keedwell, 1991, 1re éd.  (ISBN 9780521407663)
- 167. Stochastic Analysis, Proceedings of the Durham Symposium on Stochastic Analysis, 1990, M. T. Barlow, N. H. Bingham, 1991, 1re éd.  (ISBN 9780521425339)
- 168. Representations of Algebras and Related Topics, H. Tachikawa, S. Brenner, 1992, 1re éd.  (ISBN 9780521424110)
- 169. Boolean Function Complexity, M. S. Paterson, 1992, 1re éd.  (ISBN 9780521408264)
- 170. Manifolds with Singularities and the Adams-Novikov Spectral Sequence, Boris I. Botvinnik, 1992, 1re éd.  (ISBN 9780521426084)
- 171. Squares, A. R. Rajwade, 1993, 1re éd.  (ISBN 9780521426688)
- 172. Algebraic Varieties, G. Kempf, 1993, 1re éd.  (ISBN 9780521426138)
- 173. Discrete Groups and Geometry, W. J. Harvey, C. Maclachlan, 1992, 1re éd.  (ISBN 9780521429320)
- 174. Lectures on Mechanics, Jerrold E. Marsden, 1992, 1re éd.  (ISBN 9780521428446)
- 175. Adams Memorial Symposium on Algebraic Topology, volume 1, Nigel Ray, Grant Walker, 1992, 1re éd.  (ISBN 9780521420747)
- 176. Adams Memorial Symposium on Algebraic Topology, volume 2, Nigel Ray, Grant Walker, 1992, 1re éd.  (ISBN 9780521421539)
- 177. Applications of Categories in Computer Science, Proceedings of the London Mathematical Society Symposium, Durham 1991, M. P. Fourman, P. T. Johnstone, A. M. Pitts, 1992, 1re éd.  (ISBN 9780521427265)
- 178. Lower K- and L-theory, Andrew Ranicki, 1992, 1re éd.  (ISBN 9780521438018)
- 179. Complex Projective Geometry, Selected Papers, G. Ellingsrud, C. Peskine, G. Sacchiero, S. A. Stromme, 1992, 1re éd.  (ISBN 9780521433525)
- 180. Lectures on Ergodic Theory and Pesin Theory on Compact Manifolds, Mark Pollicott, 1993, 1re éd.  (ISBN 9780521435932)
- 181. Geometric Group Theory, volume 1, Graham A. Niblo, Martin A. Roller, 1993, 1re éd.  (ISBN 9780521435291)
- 182. Geometric Group Theory, volume 2, Graham A. Niblo, Martin A. Roller, J. W. S. Cassels, 1993, 1re éd.  (ISBN 9780521446808)
- 183. Shintani Zeta Functions, Akihiko Yukie, 1994, 1re éd.  (ISBN 9780521448048)
- 184. Arithmetical Functions, Wolfgang Schwarz, Jürgen Spilker, 1994, 1re éd.  (ISBN 9780521427258)
- 185. Representations of Solvable Groups, Olaf Manz, Thomas R. Wolf, 1993, 1re éd.  (ISBN 9780521397391)
- 186. Complexity: Knots, Colourings and Countings, Dominic Welsh, 1993, 1re éd.  (ISBN 9780521457408)
- 187. Surveys in Combinatorics, 1993, K. Walker, 1993, 1re éd.  (ISBN 9780521448574)
- 188. Local Analysis for the Odd Order Theorem, Helmut Bender, George Glauberman, 1995, 1re éd.  (ISBN 9780521457163)
- 189. Locally Presentable and Accessible Categories, J. Adamek, J. Rosicky, 1994, 1re éd.  (ISBN 9780521422611)
- 190. Polynomial Invariants of Finite Groups, D. J. Benson, 1993, 1re éd.  (ISBN 9780521458863)
- 191. Finite Geometries and Combinatorics, F. de Clerck, J. Hirschfeld, 1993, 1re éd.  (ISBN 9780521448505)
- 192. Symplectic Geometry, Dietmar Salamon, 1994, 1re éd.  (ISBN 9780521446990)
- 193. Computer Algebra and Differential Equations, Evelyne Tournier, 1994, 1re éd.  (ISBN 9780521447577)
- 194. Independent Random Variables and Rearrangement Invariant Spaces, Michael Sh. Braverman, 1994, 1re éd.  (ISBN 9780521455152)
- 195. Arithmetic of Blowup Algebras, Wolmer V. Vasconcelos, 1994, 1re éd.  (ISBN 9780521454841)
- 196. Microlocal Analysis for Differential Operators, An Introduction, Alain Grigis, Johannes Sjöstrand, 1994, 1re éd.  (ISBN 9780521449861)
- 197. Two-Dimensional Homotopy and Combinatorial Group Theory, Cynthia Hog-Angeloni, Wolfgang Metzler, Allan J. Sieradski, 1993, 1re éd.  (ISBN 9780521447003)
- 198. The Algebraic Characterization of Geometric 4-Manifolds, J. A. Hillman, 1994, 1re éd.  (ISBN 9780521467780)
- 199. Invariant Potential Theory in the Unit Ball of Cn, Manfred Stoll, 1994, 1re éd.  (ISBN 9780521468305)
- 200. The Grothendieck Theory of Dessins d'Enfants, Leila Schneps, 1994, 1re éd.  (ISBN 9780521478212)
- 201. Singularities, Jean-Paul Brasselet, 1994, 1re éd.  (ISBN 9780521466318)
- 202. The Technique of Pseudodifferential Operators, H. O. Cordes, 1995, 1re éd.  (ISBN 9780521378642)
- 203. Hochschild Cohomology of Von Neumann Algebras, Allan M. Sinclair, Roger R. Smith, 1995, 1re éd.  (ISBN 9780521478809)
- 204. Combinatorial and Geometric Group Theory, Edinburgh 1993, Andrew J. Duncan, N. D. Gilbert, James Howie, 1994, 1re éd.  (ISBN 9780521465953)
- 205. Ergodic Theory and Harmonic Analysis, Proceedings of the 1993 Alexandria Conference, Karl E. Petersen, Ibrahim Salama, 1995, 1re éd.  (ISBN 9780521459990)
- 206. An Introduction to Noncommutative Differential Geometry and its Physical Applications, J. Madore, 1995, 1re éd.  (ISBN 9780521467919)
- 207. Groups of Lie Type and their Geometries, William M. Kantor, Lino Di Martino, 1995, 1re éd.  (ISBN 9780521467902)
- 208. Vector Bundles in Algebraic Geometry, N. J. Hitchin, P. E. Newstead, W. M. Oxbury, 1995, 1re éd.  (ISBN 9780521498784)
- 209. Arithmetic of Diagonal Hypersurfaces over Finite Fields, Fernando Q. Gouvêa, Noriko Yui, 1995, 1re éd.  (ISBN 9780521498340)
- 210. Hilbert C*-Modules, A Toolkit for Operator Algebraists, E. Christopher Lance, 1995, 1re éd.  (ISBN 9780521479103)
- 211. Groups '93 Galway/St Andrews, volume 1, C. M. Campbell, E. F. Robertson, T. C. Hurley, S. J. Tobin, J. Ward, 1995, 1re éd.  (ISBN 9780521477499)
- 212. Groups '93 Galway/St Andrews, volume 2, C. M. Campbell, E. F. Robertson, T. C. Hurley, S. J. Tobin, J. J. Ward, 1995, 1re éd.  (ISBN 9780521477505)
- 213. General Theory of Lie Groupoids and Lie Algebroids, Kirill C. H. Mackenzie, 2005, 1re éd.  (ISBN 9780521499286)
- 214. Generalised Euler-Jacobi Inversion Formula and Asymptotics beyond All Orders, Vic Kowalenko, N. E. Frankel, L. Glasser, T. Taucher, 1995, 1re éd.  (ISBN 9780521497985)
- 215. Number Theory, Paris 1992-3, Sinnou David, 1995, 1re éd.  (ISBN 9780521559119)
- 216. Stochastic Partial Differential Equations, Alison Etheridge, 1995, 1re éd.  (ISBN 9780521483193)
- 217. Quadratic Forms with Applications to Algebraic Geometry and Topology, Albrecht Pfister, 1995, 1re éd.  (ISBN 9780521467551)
- 218. Surveys in Combinatorics, 1995, Peter Rowlinson, 1995, 1re éd.  (ISBN 9780521497978)
- 219. ?
- 220. Algebraic Set Theory, Andri Joyal, Ieke Moerdijk, 1995, 1re éd.  (ISBN 9780521558303)
- 221. Harmonic Approximation, Stephen J. Gardiner, 1995, 1re éd.  (ISBN 9780521497992)
- 222. Advances in Linear Logic, Jean-Yves Girard, Yves Lafont, Laurent Regnier, 1995, 1re éd.  (ISBN 9780521559614)
- 223. Analytic Semigroups and Semilinear Initial Boundary Value Problems, Kazuaki Taira, 1995, 1re éd.  (ISBN 9780521556033)
- 224. Computability, Enumerability, Unsolvability, Directions in Recursion Theory, S. B. Cooper, T. A. Slaman, S. S. Wainer, 1996, 1re éd.  (ISBN 9780521557368)
- 225. A Mathematical Introduction to String Theory, Variational Problems, Geometric and Probabilistic Methods, Sergio Albeverio, Jurgen Jost, Sylvie Paycha, Sergio Scarlatti, 1997, 1re éd.  (ISBN 9780521556101)
- 226. Novikov Conjectures, Index Theorems, and Rigidity, volume 1, Oberwolfach 1993, Steven C. Ferry, Andrew Ranicki, Jonathan M. Rosenberg, 1995, 1re éd.  (ISBN 9780521497961)
- 227. Novikov Conjectures, Index Theorems, and Rigidity, volume 2, Steven C. Ferry, Andrew Ranicki, Jonathan M. Rosenberg, 1995, 1re éd.  (ISBN 9780521497954)
- 228. Ergodic Theory and Zd Actions, Mark Pollicott, Klaus Schmidt, 1996, 1re éd.  (ISBN 9780521576888)
- 229. Ergodicity for Infinite Dimensional Systems, G. Da Prato, J. Zabczyk, 1996, 1re éd.  (ISBN 9780521579001)
- 230. Prolegomena to a Middlebrow Arithmetic of Curves of Genus 2, J. W. S. Cassels, E. V. Flynn, 1996, 1re éd.  (ISBN 9780521483704)
- 231. Semigroup Theory and its Applications, Proceedings of the 1994 Conference Commemorating the Work of Alfred H. Clifford, Karl H. Hofmann, Michael W. Mislove, 1996, 1re éd.  (ISBN 9780521576697)
- 232. The Descriptive Set Theory of Polish Group Actions, Howard Becker, Alexander S. Kechris, 1996, 1re éd.  (ISBN 9780521576055)
- 233. Finite Fields and Applications, Proceedings of the Third International Conference, Glasgow, July 1995, S. Cohen, H. Niederreiter, 1996, 1re éd.  (ISBN 9780521567367)
- 234. Introduction to Subfactors, V. Jones, V. S. Sunder, 1997, 1re éd.  (ISBN 9780521584203)
- 235. Number Theory, Seminaire de theorie des nombres de Paris 1993-94, Sinnou David, 1996, 1re éd.  (ISBN 9780521585491)
- 236. The James Forest, Preface by R. C. James, 1997, 1re éd.  (ISBN 9780521587600)
- 237. Sieve Methods, Exponential Sums, and their Applications in Number Theory, G. R. H. Greaves, G. Harman, M. N. Huxley, 1997, 1re éd.  (ISBN 9780521589574)
- 238. Representation Theory and Algebraic Geometry, A. Martsinkovsky, G. Todorov, 1997, 1re éd.  (ISBN 9780521577892)
- 239. Clifford Algebras and Spinors, Pertti Lounesto, 1997, 1re éd.  (ISBN 9780521599160)
- 240. Stable Groups, F. Wagner, 1997, 1re éd.  (ISBN 9780521598392)
- 241. Surveys in Combinatorics, 1997, R. A. Bailey, 1997, 1re éd.  (ISBN 9780521598408)
- 242. Geometric Galois Actions, volume 1, Leila Schneps, Pierre Lochak, 1997, 1re éd.  (ISBN 9780521596428)
- 243. Geometric Galois Actions, volume 2, Leila Schneps, Pierre Lochak, 1997, 1re éd.  (ISBN 9780521596411)
- 244. Model Theory of Groups and Automorphism Groups, David M. Evans, 1997, 1re éd.  (ISBN 9780521589550)
- 245. Geometry, Combinatorial Designs and Related Structures, J. W. P. Hirschfeld, S. S. Magliveras, M. J. de Resmini, 1997, 1re éd.  (ISBN 9780521595384)
- 246. p-Automorphisms of Finite p-Groups, Evgenii I. Khukhro, 1998, 1re éd.  (ISBN 9780521597173)
- 247. Analytic Number Theory, Yoichi Motohashi, 1997, 1re éd.  (ISBN 9780521625128)
- 248. Tame Topology and O-minimal Structures, L. P. D. van den Dries, 1998, 1re éd.  (ISBN 9780521598385)
- 249. The Atlas of Finite Groups - Ten Years On, R. T. Curtis, R. A. Wilson, 1998, 1re éd.  (ISBN 9780521575874)
- 250. Characters and Blocks of Finite Groups, Gabriel Navarro, 1998, 1re éd.  (ISBN 9780521595131)
- 251. Grobner Bases and Applications, Bruno Buchberger, Franz Winkler, 1998, 1re éd.  (ISBN 9780521632980)
- 252. Geometry and Cohomology in Group Theory, Peter H. Kropholler, Graham A. Niblo, Ralph Stöhr, 1998, 1re éd.  (ISBN 9780521635561)
- 253. The q-Schur Algebra, S. Donkin, 1998, 1re éd.  (ISBN 9780521645584)
- 254. Galois Representations in Arithmetic Algebraic Geometry, A. J. Scholl, R. L. Taylor, 1998, 1re éd.  (ISBN 9780521644198)
- 255. Symmetries and Integrability of Difference Equations, Peter A. Clarkson, Frank W. Nijhoff, 1999, 1re éd.  (ISBN 9780521596992)
- 256. Aspects of Galois Theory, Helmut Voelklein, J. G. Thompson, David Harbater, Peter Müller, 1999, 1re éd.  (ISBN 9780521637473)
- 257. An Introduction to Noncommutative Differential Geometry and its Physical Applications, J. Madore, 1999, 2e éd.  (ISBN 9780521659918)
- 258. Sets and Proofs, S. Barry Cooper, John K. Truss, 1999, 1re éd.  (ISBN 9780521635493)
- 259. Models and Computability, S. Barry Cooper, John K. Truss, 1999, 1re éd.  (ISBN 9780521635509)
- 260. Groups St Andrews 1997 in Bath, volume 1, C. M. Campbell, E. F. Robertson, N. Ruskuc, G. C. Smith, 1999, 1re éd.  (ISBN 9780521655880)
- 261. Groups St Andrews 1997 in Bath, II, volume 2, C. M. Campbell, E. F. Robertson, N. Ruskuc, G. C. Smith, 1999, 1re éd.  (ISBN 9780521655767)
- 262. Analysis and Logic, Catherine Finet, Christian Michaux, 2003, 1re éd.  (ISBN 9780521648615)
- 263. Singularity Theory, Proceedings of the European Singularities Conference, August 1996, Liverpool and Dedicated to C.T.C. Wall on the Occasion of his 60th Birthday, W. Bruce, D. Mond, 1999, 1re éd.  (ISBN 9780521658881)
- 264. New Trends in Algebraic Geometry, K. Hulek, M. Reid, C. Peters, F. Catanese, 1999, 1re éd.  (ISBN 9780521646598)
- 265. Elliptic Curves in Cryptography, I. Blake, G. Seroussi, N. Smart, 1999, 1re éd.  (ISBN 9780521653749)
- 266. ?
- 267. Surveys in Combinatorics, 1999, J. D. Lamb, D. A. Preece, 1999, 1re éd.  (ISBN 9780521653763)
- 268. Spectral Asymptotics in the Semi-Classical Limit, M. Dimassi, J. Sjostrand, 1999, 1re éd.  (ISBN 9780521665445)
- 269. Ergodic Theory and Topological Dynamics of Group Actions on Homogeneous Spaces, M. Bachir Bekka, Matthias Mayer, 2000, 1re éd.  (ISBN 9780521660303)
- 270. ?
- 271. Singular Perturbations of Differential Operators, Solvable Schrodinger-type Operators, S. Albeverio, P. Kurasov, 2000, 1re éd.  (ISBN 9780521779128)
- 272. Character Theory for the Odd Order Theorem, Translated by R. Sandling, 2000, 1re éd.  (ISBN 9780521646604)
- 273. Spectral Theory and Geometry, E. Brian Davies, Yuri Safarov, 1999, 1re éd.  (ISBN 9780521777490)
- 274. The Mandelbrot Set, Theme and Variations, Tan Lei, 2000, 1re éd.  (ISBN 9780521774765)
- 275. Computational and Geometric Aspects of Modern Algebra, Michael Atkinson, Nick Gilbert, James Howie, Steve Linton, Edmund Robertson, 2000, 1re éd.  (ISBN 9780521788892)
- 276. Singularities of Plane Curves, Eduardo Casas-Alvero, 2000, 1re éd.  (ISBN 9780521789592)
- 277. Descriptive Set Theory and Dynamical Systems, M. Foreman, A. S. Kechris, A. Louveau, B. Weiss, 2000, 1re éd.  (ISBN 9780521786447)
- 278. Global Attractors in Abstract Parabolic Problems, Jan W. Cholewa, Tomasz Dlotko, 2000, 1re éd.  (ISBN 9780521794244)
- 279. Topics in Symbolic Dynamics and Applications, F. Blanchard, A. Maass, A. Nogueira, 2000, 1re éd.  (ISBN 9780521796606)
- 280. Characters and Automorphism Groups of Compact Riemann Surfaces, Thomas Breuer, 2000, 1re éd.  (ISBN 9780312502737)
- 281. Explicit Birational Geometry of 3-folds, Alessio Corti, Miles Reid, 2000, 1re éd.  (ISBN 9780521636414)
- 282. Auslander-Buchweitz Approximations of Equivariant Modules, Mitsuyasu Hashimoto, 2000, 1re éd.  (ISBN 9780521796965)
- 283. Nonlinear Elasticity, Theory and Applications, Y. B. Fu, R. W. Ogden, 2001, 1re éd.  (ISBN 9780521796958)
- 284. Foundations of Computational Mathematics, Ronald Devore, Arieh Iserles, Endre Süli, 2001, 1re éd.  (ISBN 9780521003490)
- 285. Rational Points on Curves over Finite Fields, Theory and Applications, Harald Niederreiter, Chaoping Xing, 2001, 1re éd.  (ISBN 9780521665438)
- 286. Clifford Algebras and Spinors, Pertti Lounesto, 2001, 2e éd.  (ISBN 9780521005517)
- 287. Topics on Riemann Surfaces and Fuchsian Groups, E. Bujalance, A. F. Costa, E. Martínez, 2001, 1re éd.  (ISBN 9780521003506)
- 288. Surveys in Combinatorics, 2001, J. W. P. Hirschfeld, 2001, 1re éd.  (ISBN 9780521002707)
- 289. Aspects of Sobolev-Type Inequalities, Laurent Saloff-Coste, 2001, 1re éd.  (ISBN 9780521006071)
- 290. Quantum Groups and Lie Theory, Andrew Pressley, 2002, 1re éd.  (ISBN 9780521010405)
- 291. Tits Buildings and the Model Theory of Groups, Katrin Tent, 2002, 1re éd.  (ISBN 9780521010634)
- 292. A Quantum Groups Primer, Shahn Majid, 2002, 1re éd.  (ISBN 9780521010412)
- 293. Second Order Partial Differential Equations in Hilbert Spaces, Giuseppe Da Prato, Jerzy Zabczyk, 2002, 1re éd.  (ISBN 9780521777292)
- 294. Introduction to Operator Space Theory, Gilles Pisier, 2003, 1re éd.  (ISBN 9780521811651)
- 295. Geometry and Integrability, Lionel Mason, Yavuz Nutku, 2003, 1re éd.  (ISBN 9780521529990)
- 296. Lectures on Invariant Theory, Igor Dolgachev, 2003, 1re éd.  (ISBN 9780521525480)
- 297. The Homotopy Category of Simply Connected 4-Manifolds, Appendix by Teimuraz Pirashvili, 2003, 1re éd.  (ISBN 9780521531030)
- 298. Higher Operads, Higher Categories, Tom Leinster, 2004, 1re éd.  (ISBN 9780521532150)
- 299. Kleinian Groups and Hyperbolic 3-Manifolds, Proceedings of the Warwick Workshop, September 11-14, 2001, Y. Komori, V. Markovic, C. Series, 2003, 1re éd.  (ISBN 9780521540131)
- 300. Introduction to Mobius Differential Geometry, Udo Hertrich-Jeromin, 2003, 1re éd.  (ISBN 9780521535694)
- 301. Stable Modules and the D(2)-Problem, F. E. A. Johnson, 2003, 1re éd.  (ISBN 9780521537490)
- 302. Discrete and Continuous Nonlinear Schrodinger Systems, M. J. Ablowitz, B. Prinari, A. D. Trubatch, 2003, 1re éd.  (ISBN 9780521534376)
- 303. Number Theory and Algebraic Geometry, Miles Reid, Alexei Skorobogatov, 2004, 1re éd.  (ISBN 9780521545181)
- 304. Groups St Andrews 2001 in Oxford, volume 1, C. M. Campbell, E. F. Robertson, G. C. Smith, 2003, 1re éd.  (ISBN 9780521537391)
- 305. Groups St Andrews 2001 in Oxford, volume 2, C. M. Campbell, E. F. Robertson, G. C. Smith, 2003, 1re éd.  (ISBN 9780521537407)
- 306. Geometric Mechanics and Symmetry, The Peyresq Lectures, James Montaldi, Tudor Ratiu, 2005, 1re éd.  (ISBN 9780521539579)
- 307. Surveys in Combinatorics 2003, C. D. Wensley, 2003, 1re éd.  (ISBN 9780521540124)
- 308. Topology, Geometry and Quantum Field Theory, Proceedings of the 2002 Oxford Symposium in Honour of the 60th Birthday of Graeme Segal, Ulrike Tillmann, 2004, 1re éd.  (ISBN 9780521540490)
- 309. Corings and Comodules, Tomasz Brzezinski, Robert Wisbauer, 2003, 1re éd.  (ISBN 9780521539319)
- 310. Topics in Dynamics and Ergodic Theory, Sergey Bezuglyi, Sergiy Kolyada, 2003, 1re éd.  (ISBN 9780521533652)
- 311. Groups, Topological, Combinatorial and Arithmetic Aspects, T. W. Müller, 2004, 1re éd.  (ISBN 9780521542876)
- 312. Foundations of Computational Mathematics, Minneapolis 2002, Felipe Cucker, Ron DeVore, Peter Olver, Endre Süli, 2004, 1re éd.  (ISBN 9780521542531)
- 313. Transcendental Aspects of Algebraic Cycles, Proceedings of the Grenoble Summer School, 2001, S. Müller-Stach, C. Peters, 2004, 1re éd.  (ISBN 9780521545471)
- 314. Spectral Generalizations of Line Graphs, On Graphs with Least Eigenvalue -2, Dragoš Cvetkovic, Peter Rowlinson, Slobodan Simic, 2004, 1re éd.  (ISBN 9780521836630)
- 315. Structured Ring Spectra, Andrew Baker, Birgit Richter, 2004, 1re éd.  (ISBN 9780521603058)
- 316. Linear Logic in Computer Science, Thomas Ehrhard, Jean-Yves Girard, Paul Ruet, Philip Scott, 2004, 1re éd.  (ISBN 9780521608572)
- 317. Advances in Elliptic Curve Cryptography, Ian F. Blake, Gadiel Seroussi, Nigel P. Smart, 2005, 1re éd.  (ISBN 9780521604154)
- 318. Perturbation of the Boundary in Boundary-Value Problems of Partial Differential Equations, Jack Hale, Antônio Luiz Pereira, 2005, 1re éd.  (ISBN 9780521574914)
- 319. Double Affine Hecke Algebras, Ivan Cherednik, 2005, 1re éd.  (ISBN 9780521609180)
- 320. L-Functions and Galois Representations, David Burns, Kevin Buzzard, Jan Nekovář, 2007, 1re éd.  (ISBN 9780521694155)
- 321. Surveys in Modern Mathematics, Victor Prasolov, Yulij Ilyashenko, 2005, 1re éd.  (ISBN 9780521547932)
- 322. Recent Perspectives in Random Matrix Theory and Number Theory, F. Mezzadri, N. C. Snaith, 2005, 1re éd.  (ISBN 9780521620581)
- 323. Poisson Geometry, Deformation Quantisation and Group Representations, Simone Gutt, John Rawnsley, Daniel Sternheimer, 2005, 1re éd.  (ISBN 9780521615051)
- 324. Singularities and Computer Algebra, Christoph Lossen, Gerhard Pfister, 2006, 1re éd.  (ISBN 9780521683098)
- 325. Lectures on the Ricci Flow, Peter Topping, 2006, 1re éd.  (ISBN 9780521689472)
- 326. Modular Representations of Finite Groups of Lie Type, James E. Humphreys, 2005, 1re éd.  (ISBN 9780521674546)
- 327. Surveys in Combinatorics 2005, Bridget S. Webb, 2005, 1re éd.  (ISBN 9780521615235)
- 328. Fundamentals of Hyperbolic Manifolds, Selected Expositions, R. D. Canary, A. Marden, D. B. A. Epstein, 2006, 1re éd.  (ISBN 9780521615587)
- 329. Spaces of Kleinian Groups, Yair N. Minsky, Makoto Sakuma, Caroline Series, 2006, 1re éd.  (ISBN 9780521617970)
- 330. Noncommutative Localization in Algebra and Topology, Andrew Ranicki, 2006, 1re éd.  (ISBN 9780521681605)
- 331. Foundations of Computational Mathematics, Santander 2005, Luis M. Pardo, Allan Pinkus, Endre Suli, Michael J. Todd, 2006, 1re éd.  (ISBN 9780521681612)
- 332. Handbook of Tilting Theory, Lidia Angeleri Hügel, Dieter Happel, Henning Krause, 2007, 1re éd.  (ISBN 9780521680455)
- 333. Synthetic Differential Geometry, Anders Kock, 2006, 2e éd.  (ISBN 9780521687386)
- 334. The Navier-Stokes Equations, A Classification of Flows and Exact Solutions, P. G. Drazin, N. Riley, 2006, 1re éd.  (ISBN 9780521681629)
- 335. Lectures on the Combinatorics of Free Probability, Alexandru Nica, Roland Speicher, 2006, 1re éd.  (ISBN 9780521858526)
- 336. Integral Closure of Ideals, Rings and Modules, Irena Swanson, Craig Huneke, 2006, 1re éd.  (ISBN 9780521688604)
- 337. Methods in Banach Space Theory, Jesus M. F. Castillo, William B. Johnson, 2006, 1re éd.  (ISBN 9780521685689)
- 338. Surveys in Geometry and Number Theory, Reports on Contemporary Russian Mathematics, Nicholas Young, 2007, 1re éd.  (ISBN 9780521691826)
- 339. Groups St Andrews 2005, volume 1, C. M. Campbell, M. R. Quick, E. F. Robertson, G. C. Smith, 2007, 1re éd.  (ISBN 9780521694698)
- 340. Groups St Andrews 2005, volume 2, C. M. Campbell, M. R. Quick, E. F. Robertson, G. C. Smith, 2007, 1re éd.  (ISBN 9780521694704)
- 341. Ranks of Elliptic Curves and Random Matrix Theory, J. B. Conrey, D. W. Farmer, F. Mezzadri, N. C. Snaith, 2007, 1re éd.  (ISBN 9780521699648)
- 342. Elliptic Cohomology, Geometry, Applications, and Higher Chromatic Analogues, Haynes R. Miller, Douglas C. Ravenel, 2007, 1re éd.  (ISBN 9780521700405)
- 343. Algebraic Cycles and Motives, volume 1, Jan Nagel, Chris Peters, 2007, 1re éd.  (ISBN 9780521701747)
- 344. Algebraic Cycles and Motives, volume 2, Jan Nagel, Chris Peters, 2007, 1re éd.  (ISBN 9780521701754)
- 345. Algebraic and Analytic Geometry, Amnon Neeman, 2007, 1re éd.  (ISBN 9780521709835)
- 346. Surveys in Combinatorics 2007, Anthony Hilton, John Talbot, 2007, 1re éd.  (ISBN 9780521698238)
- 347. Surveys in Contemporary Mathematics, Nicholas Young, Yemon Choi, 2007, 1re éd.  (ISBN 9780521705646)
- 348. Transcendental Dynamics and Complex Analysis, Philip J. Rippon, Gwyneth M. Stallard, 2008, 1re éd.  (ISBN 9780521683722)
- 349. Model Theory with Applications to Algebra and Analysis, volume 1, Zoé Chatzidakis, Dugald Macpherson, Anand Pillay, Alex Wilkie, 2008, 1re éd.  (ISBN 9780521694841)
- 350. Model Theory with Applications to Algebra and Analysis, volume 2, Zoé Chatzidakis, Dugald Macpherson, Anand Pillay, Alex Wilkie, 2008, 1re éd.  (ISBN 9780521709088)
- 351. Finite von Neumann Algebras and Masas, Allan Sinclair, Roger Smith, 2008, 1re éd.  (ISBN 9780521719193)
- 352. Number Theory and Polynomials, James McKee, Chris Smyth, 2008, 1re éd.  (ISBN 9780521714679)
- 353. Trends in Stochastic Analysis, Jochen Blath, Peter Mörters, Michael Scheutzow, 2009, 1re éd.  (ISBN 9780521718219)
- 354. Groups and Analysis, The Legacy of Hermann Weyl, Katrin Tent, 2008, 1re éd.  (ISBN 9780521717885)
- 355. Non-equilibrium Statistical Mechanics and Turbulence, Sergey Nazarenko, Oleg V. Zaboronski, 2008, 1re éd.  (ISBN 9780521715140)
- 356. Elliptic Curves and Big Galois Representations, Daniel Delbourgo, 2008, 1re éd.  (ISBN 9780521728669)
- 357. Algebraic Theory of Differential Equations, Malcolm A. H. MacCallum, Alexander V. Mikhailov, 2008, 1re éd.  (ISBN 9780521720083)
- 358. Geometric and Cohomological Methods in Group Theory, Martin R. Bridson, Peter H. Kropholler, Ian J. Leary, 2009, 1re éd.  (ISBN 9780521757249)
- 359. Moduli Spaces and Vector Bundles, Leticia Brambila-Paz, Steven B. Bradlow, Oscar García-Prada, S. Ramanan, 2009, 1re éd.  (ISBN 9780521734714)
- 360. Zariski Geometries, Geometry from the Logician's Point of View, Boris Zilber, 2010, 1re éd.  (ISBN 9780521735605)
- 361. Words, Notes on Verbal Width in Groups, Dan Segal, 2009, 1re éd.  (ISBN 9780521747660)
- 362. Differential Tensor Algebras and their Module Categories, R. Bautista, L. Salmerón, R. Zuazua, 2009, 1re éd.  (ISBN 9780521757683)
- 363. Foundations of Computational Mathematics, Hong Kong 2008, Felipe Cucker, Allan Pinkus, Michael J. Todd, 2009, 1re éd.  (ISBN 9780521739702)
- 364. Partial Differential Equations and Fluid Mechanics, James C. Robinson, José L. Rodrigo, 2009, 1re éd.  (ISBN 9780521125123)
- 365. Surveys in Combinatorics 2009, Sophie Huczynska, James D. Mitchell, Colva M. Roney-Dougal, 2009, 1re éd.  (ISBN 9780521741736)
- 366. Highly Oscillatory Problems, Bjorn Engquist, Athanasios Fokas, Ernst Hairer, Arieh Iserles, 2009, 1re éd.  (ISBN 9780521134439)
- 367. Random Matrices: High Dimensional Phenomena, Gordon Blower, 2009, 1re éd.  (ISBN 9780521133128)
- 368. Geometry of Riemann Surfaces, Frederick P. Gardiner, Gabino González-Diez, Christos Kourouniotis, 2010, 1re éd.  (ISBN 9780521733076)
- 369. Epidemics and Rumours in Complex Networks, Moez Draief, Laurent Massoulié, 2009, 1re éd.  (ISBN 9780521734431)
- 370. Theory of p-adic Distributions, Linear and Nonlinear Models, S. Albeverio, A. Yu Khrennikov, V. M. Shelkovich, 2010, 1re éd.  (ISBN 9780521148566)
- 371. Conformal Fractals, Ergodic Theory Methods, Feliks Przytycki, Mariusz Urbański, 2010, 1re éd.  (ISBN 9780521438001)
- 372. Moonshine - The First Quarter Century and Beyond, Proceedings of a Workshop on the Moonshine Conjectures and Vertex Algebras, James Lepowsky, John McKay, Michael P. Tuite, 2010, 1re éd.  (ISBN 9780521106641)
- 373. Smoothness, Regularity and Complete Intersection, Javier Majadas, Antonio G. Rodicio, 2010, 1re éd.  (ISBN 9780521125727)
- 374. Geometric Analysis of Hyperbolic Differential Equations: An Introduction, S. Alinhac, 2010, 1re éd.  (ISBN 9780521128223)
- 375. Triangulated Categories, Thorsten Holm, Peter Jørgensen, Raphaël Rouquier, 2010, 1re éd.  (ISBN 9780521744317)
- 376. Permutation Patterns, Steve Linton, Nik Ruškuc, Vincent Vatter, 2010, 1re éd.  (ISBN 9780521728348)
- 377. An Introduction to Galois Cohomology and its Applications, Grégory Berhuy, 2010, 1re éd.  (ISBN 9780521738668)
- 378. Probability and Mathematical Genetics, Papers in Honour of Sir John Kingman, N. H. Bingham, C. M. Goldie, 2010, 1re éd.  (ISBN 9780521145770)
- 379. Finite and Algorithmic Model Theory, Javier Esparza, Christian Michaux, Charles Steinhorn, 2011, 1re éd.  (ISBN 9780521718202)
- 380. Real and Complex Singularities, M. Manoel, M. C. Romero Fuster, C. T. C. Wall, 2010, 1re éd.  (ISBN 9780521169691)
- 381. Symmetries and Integrability of Difference Equations, Decio Levi, Peter Olver, Zora Thomova, Pavel Winternitz, 2011, 1re éd.  (ISBN 9780521136587)
- 382. Forcing with Random Variables and Proof Complexity, Jan Krajíček, 2010, 1re éd.  (ISBN 9780521154338)
- 383. Motivic Integration and its Interactions with Model Theory and Non-Archimedean Geometry, volume 1, Raf Cluckers, Johannes Nicaise, Julien Sebag, 2011, 1re éd.  (ISBN 9780521149761)
- 384. Motivic Integration and its Interactions with Model Theory and Non-Archimedean Geometry, volume 2, Raf Cluckers, Johannes Nicaise, Julien Sebag, 2011, 1re éd.  (ISBN 9781107648814)
- 385. Entropy of Hidden Markov Processes and Connections to Dynamical Systems, Papers from the Banff International Research Station Workshop, Brian Marcus, Karl Petersen, Tsachy Weissman, 2011, 1re éd.  (ISBN 9780521111133)
- 386. Independence-Friendly Logic, A Game-Theoretic Approach, Allen L. Mann, Gabriel Sandu, Merlijn Sevenster, 2011, 1re éd.  (ISBN 9780521149341)
- 387. Groups St Andrews 2009 in Bath, volume 1, C. M. Campbell, M. R. Quick, E. F. Robertson, C. M. Roney-Dougal, G. C. Smith, G. Traustason, 2011, 1re éd.  (ISBN 9780521279031)
- 388. Groups St Andrews 2009 in Bath, volume 2, C. M. Campbell, M. R. Quick, E. F. Robertson, C. M. Roney-Dougal, G. C. Smith, G. Traustason, 2011, 1re éd.  (ISBN 9780521279048)
- 389. Random Fields on the Sphere, Representation, Limit Theorems and Cosmological Applications, Domenico Marinucci, Giovanni Peccati, 2011, 1re éd.  (ISBN 9780521175616)
- 390. Localization in Periodic Potentials, From Schrodinger Operators to the Gross-Pitaevskii Equation, Dmitry E. Pelinovsky, 2011, 1re éd.  (ISBN 9781107621541)
- 391. Fusion Systems in Algebra and Topology, Michael Aschbacher, Radha Kessar, Bob Oliver, 2011, 1re éd.  (ISBN 9781107601000)
- 392. Surveys in Combinatorics 2011, Robin Chapman, 2011, 1re éd.  (ISBN 9781107601093)
- 393. Non-abelian Fundamental Groups and Iwasawa Theory, John Coates, Minhyong Kim, Florian Pop, Mohamed Saïdi, Peter Schneider, 2011, 1re éd.  (ISBN 9781107648852)
- 394. Variational Problems in Differential Geometry, Roger Bielawski, Kevin Houston, Martin Speight, 2011, 1re éd.  (ISBN 9780521282741)
- 395. How Groups Grow, Avinoam Mann, 2011, 1re éd.  (ISBN 9781107657502)
- 396. Arithmetic Differential Operators over the p-adic Integers, Claire C. Ralph, Santiago R. Simanca, 2012, 1re éd.  (ISBN 9781107674141)
- 397. Hyperbolic Geometry and Applications in Quantum Chaos and Cosmology, Jens Bolte, Frank Steiner, 2011, 1re éd.  (ISBN 9781107610491)
- 398. Mathematical Models in Contact Mechanics, Mircea Sofonea, Andaluzia Matei, 2012, 1re éd.  (ISBN 9781107606654)
- 399. Circuit Double Cover of Graphs, Cun-Quan Zhang, 2012, 1re éd.  (ISBN 9780521282352)
- 400. Dense Sphere Packings, A Blueprint for Formal Proofs, Thomas Hales, 2012, 1re éd.  (ISBN 9780521617703)
- 401. A Double Hall Algebra Approach to Affine Quantum Schur-Weyl Theory, Bangming Deng, Jie Du, Qiang Fu, 2012, 1re éd.  (ISBN 9781107608603)
- 402. Mathematical Aspects of Fluid Mechanics, James C. Robinson, José L. Rodrigo, Witold Sadowski, 2012, 1re éd.  (ISBN 9781107609259)
- 403. Foundations of Computational Mathematics, Budapest 2011, Felipe Cucker, Teresa Krick, Allan Pinkus, Agnes Szanto, 2012, 1re éd.  (ISBN 9781107604070)
- 404. Operator Methods for Boundary Value Problems, Seppo Hassi, Hendrik S. V. de Snoo, Franciszek Hugon Szafraniec, 2012, 1re éd.  (ISBN 9781107606111)
- 405. Torsors, Etale Homotopy and Applications to Rational Points, Alexei N. Skorobogatov, 2013, 1re éd.  (ISBN 9781107616127)
- 406. Appalachian Set Theory, 2006-2012, James Cummings, Ernest Schimmerling, 2012, 1re éd.  (ISBN 9781107608504)
- 407. The Maximal Subgroups of the Low-Dimensional Finite Classical Groups, John N. Bray, Derek F. Holt, Colva M. Roney-Dougal, 2013, 1re éd.  (ISBN 9780521138604)
- 408. Complexity Science, The Warwick Master's Course, Robin Ball, Vassili Kolokoltsov, Robert S. MacKay, 2013, 1re éd.  (ISBN 9781107640566)
- 409. Surveys in Combinatorics 2013, Simon R. Blackburn, Stefanie Gerke, Mark Wildon, 2013, 1re éd.  (ISBN 9781107651951)
- 410. Representation Theory and Harmonic Analysis of Wreath Products of Finite Groups, Tullio Ceccherini-Silberstein, Fabio Scarabotti, Filippo Tolli, 2014, 1re éd.  (ISBN 9781107627857)
- 411. Moduli Spaces, Leticia Brambila-Paz, Peter Newstead, Richard P. Thomas, Oscar García-Prada, 2014, 1re éd.  (ISBN 9781107636385)
- 412. Automorphisms and Equivalence Relations in Topological Dynamics, David B. Ellis, Robert Ellis, 2014, 1re éd.  (ISBN 9781107633223)
- 413. Optimal Transport, Theory and Applications, Yann Ollivier, Hervé Pajot, Cedric Villani, 2014, 1re éd.  (ISBN 9781107689497)
- 414. Automorphic Forms and Galois Representations, volume 1, Fred Diamond, Payman L. Kassaei, Minhyong Kim, 2014, 1re éd.  (ISBN 9781107691926)
- 415. Automorphic Forms and Galois Representations, volume 2, Fred Diamond, Payman L. Kassaei, Minhyong Kim, 2014, 1re éd.  (ISBN 9781107693630)
- 416. Reversibility in Dynamics and Group Theory, Anthony G. O'Farrell, Ian Short, 2015, 1re éd.  (ISBN 9781107442887)
- 417. Recent Advances in Algebraic Geometry, A Volume in Honor of Rob Lazarsfeld's 60th Birthday, Christopher D. Hacon, Mircea Mustaţă, Mihnea Popa, 2015, 1re éd.  (ISBN 9781107647558)
- 418. The Bloch-Kato Conjecture for the Riemann Zeta Function, John Coates, A. Raghuram, Anupam Saikia, R. Sujatha, 2015, 1re éd.  (ISBN 9781107492967)
- 419. The Cauchy Problem for Non-Lipschitz Semi-Linear Parabolic Partial Differential Equations, J. C. Meyer, D. J. Needham, 2015, 1re éd.  (ISBN 9781107477391)
- 420. Arithmetic and Geometry, Luis Dieulefait, Gerd Faltings, D. R. Heath-Brown, Yu. V. Manin, B. Z. Moroz, Jean-Pierre Wintenberger, 2015, 1re éd.  (ISBN 9781107462540)
- 421. O-Minimality and Diophantine Geometry, G. O. Jones, A. J. Wilkie, 2015, 1re éd.  (ISBN 9781107462496)
- 422. Groups St Andrews 2013, C. M. Campbell, M. R. Quick, E. F. Robertson, C. M. Roney-Dougal, 2015, 1re éd.  (ISBN 9781107514546)
- 423. Inequalities for Graph Eigenvalues, Zoran Stanić, 2015, 1re éd.  (ISBN 9781107545977)
- 424. Surveys in Combinatorics 2015, Artur Czumaj, Agelos Georgakopoulos, Daniel Král, Vadim Lozin, Oleg Pikhurko, 2015, 1re éd.  (ISBN 9781107462502)
- 425. Geometry, Topology, and Dynamics in Negative Curvature, C. S. Aravinda, F. T. Farrell, J. -F. Lafont, 2016, 1re éd.  (ISBN 9781107529007)
- 426. Lectures on the Theory of Water Waves, Thomas J. Bridges, Mark D. Groves, David P. Nicholls, 2016, 1re éd.  (ISBN 9781107565562)
- 427. Recent Advances in Hodge Theory, Period Domains, Algebraic Cycles, and Arithmetic, Matt Kerr, Gregory Pearlstein, 2016, 1re éd.  (ISBN 9781107546295)
- 428. Geometry in a Frechet Context, A Projective Limit Approach, C. T. J. Dodson, George Galanis, Efstathios Vassiliou, 2015, 1re éd.  (ISBN 9781316601952)
- 429. Sheaves and Functions Modulo p, Lectures on the Woods Hole Trace Formula, Lenny Taelman, 2015, 1re éd.  (ISBN 9781316502594)
- 430. Recent Progress in the Theory of the Euler and Navier-Stokes Equations, James C. Robinson, José L. Rodrigo, Witold Sadowski, Alejandro Vidal-López, 2016, 1re éd.  (ISBN 9781107554979)
- 431. Harmonic and Subharmonic Function Theory on the Hyperbolic Ball, Manfred Stoll, 2016, 1re éd.  (ISBN 9781107541481)
- 432. Topics in Graph Automorphisms and Reconstruction, Josef Lauri, Raffaele Scapellato, 2016, 2e éd.  (ISBN 9781316610442)
- 433. Regular and Irregular Holonomic D-Modules, Masaki Kashiwara, Pierre Schapira, 2016, 1re éd.  (ISBN 9781316613450)
- 434. Analytic Semigroups and Semilinear Initial Boundary Value Problems, Kazuaki Taira, 2016, 2e éd.  (ISBN 9781316620861)
- 435. Graded Rings and Graded Grothendieck Groups, Roozbeh Hazrat, 2016, 1re éd.  (ISBN 9781316619582)
- 436. Groups, Graphs and Random Walks, Tullio Ceccherini-Silberstein, Maura Salvatori, Ecaterina Sava-Huss, 2017, 1re éd.  (ISBN 9781316604403)
- 437. Dynamics and Analytic Number Theory, Dzmitry Badziahin, Alexander Gorodnik, Norbert Peyerimhoff, 2016, 1re éd.  (ISBN 9781107552371)
- 438. Random Walks and Heat Kernels on Graphs, Martin T. Barlow, 2017, 1re éd.  (ISBN 9781107674424)
- 439. Evolution Equations, Long Time Behavior and Control, Kaïs Ammari, Stéphane Gerbi, 2017, 1re éd.  (ISBN 9781108412308)
- 440. Surveys in Combinatorics 2017, Anders Claesson, Mark Dukes, Sergey Kitaev, David Manlove, Kitty Meeks, 2017, 1re éd.  (ISBN 9781108413138)
- 441. Polynomials and the mod 2 Steenrod Algebra, volume 1, Grant Walker, Reginald M. W. Wood, 2017, 1re éd.  (ISBN 9781108414487)
- 442. Polynomials and the mod 2 Steenrod Algebra, volume 2, Grant Walker, Reginald M. W. Wood, 2017, 1re éd.  (ISBN 9781108414456)
- 443. Asymptotic Analysis in General Relativity, Thierry Daudé, Dietrich Häfner, Jean-Philippe Nicolas, 2018, 1re éd.  (ISBN 9781316649404)
- 444. Geometric and Cohomological Group Theory, Peter H. Kropholler, Ian J. Leary, Conchita Martínez-Pérez, Brita E. A. Nucinkis, 2017, 1re éd.  (ISBN 9781316623220)
- 445. Introduction to Hidden Semi-Markov Models, John van der Hoek, Robert J. Elliott, 2018, 1re éd.  (ISBN 9781108441988)
- 446. Advances in Two-Dimensional Homotopy and Combinatorial Group Theory, Wolfgang Metzler, Stephan Rosebrock, 2017, 1re éd.  (ISBN 9781316600900)
- 447. New Directions in Locally Compact Groups, Pierre-Emmanuel Caprace, Nicolas Monod, 2018, 1re éd.  (ISBN 9781108413121)
- 448. Synthetic Differential Topology, Marta Bunge, Felipe Gago, Ana María San Luis, 2018, 1re éd.  (ISBN 9781108447232)
- 449. Permutation Groups and Cartesian Decompositions, Cheryl E. Praeger, Csaba Schneider, 2018, 1re éd.  (ISBN 9780521675062)
- 450. Partial Differential Equations Arising from Physics and Geometry, A Volume in Memory of Abbas Bahri, Mohamed Ben Ayed, Mohamed Ali Jendoubi, Yomna Rébaï, Hasna Riahi, Hatem Zaag, 2019, 1re éd.  (ISBN 9781108431637)
- 451. Topological Methods in Group Theory, N. Broaddus, M. Davis, J. -F. Lafont, I. J. Ortiz, 2018, 1re éd.  (ISBN 9781108437622)
- 452. Partial Differential Equations in Fluid Mechanics, Charles L. Fefferman, James C. Robinson, José L. Rodrigo, 2018, 1re éd.  (ISBN 9781108460965)
- 453. Stochastic Stability of Differential Equations in Abstract Spaces, Kai Liu, 2019, 1re éd.  (ISBN 9781108705172)
- 454. Beyond Hyperbolicity, Mark Hagen, Richard Webb, Henry Wilton, 2019, 1re éd.  (ISBN 9781108447294)
- 455. Groups St Andrews 2017 in Birmingham, C. M. Campbell, C. W. Parker, M. R. Quick, E. F. Robertson, C. M. Roney-Dougal, 2019, 1re éd.  (ISBN 9781108728744)
- 456. Surveys in Combinatorics 2019, Allan Lo, Richard Mycroft, Guillem Perarnau, Andrew Treglown, 2019, 1re éd.  (ISBN 9781108740722)
- 457. Shimura Varieties, Thomas Haines, Michael Harris, 2020, 1re éd.  (ISBN 9781108704861)
- 458. Integrable Systems and Algebraic Geometry, volume 1, Ron Donagi, Tony Shaska, 2020, 1re éd.  (ISBN 9781108715744)
- 459. Integrable Systems and Algebraic Geometry, volume 2, Ron Donagi, Tony Shaska, 2020, 1re éd.  (ISBN 9781108715775)
- 460. Wigner-Type Theorems for Hilbert Grassmannians, Mark Pankov, 2020, 1re éd.  (ISBN 9781108790918)
- 461. Analysis and Geometry on Graphs and Manifolds, Matthias Keller, Daniel Lenz, Radoslaw K. Wojciechowski, 2020, 1re éd.  (ISBN 9781108713184)
- 462. Zeta and L-Functions of Varieties and Motives, Bruno Kahn, 2020, 1re éd.  (ISBN 9781108703390)
- 463. Differential Geometry in the Large, Owen Dearricott, Wilderich Tuschmann, Yuri Nikolayevsky, Thomas Leistner, Diarmuid Crowley, 2020, 1re éd.  (ISBN 9781108812818)
- 464. Lectures on Orthogonal Polynomials and Special Functions, Howard S. Cohl, Mourad E. H. Ismail, 2020, 1re éd.  (ISBN 9781108821599)
- 465. Constrained Willmore Surfaces, Symmetries of a Mobius Invariant Integrable System, Áurea Casinhas Quintino, 2021, 1re éd.  (ISBN 9781108794428)
- 466. Invariance of Modules under Automorphisms of their Envelopes and Covers, Ashish K. Srivastava, Askar Tuganbaev, Pedro A. Guil Asensio, 2021, 1re éd.  (ISBN 9781108949538)
- 467. The Genesis of the Langlands Program, Julia Mueller, Freydoon Shahidi, 2021, 1re éd.  (ISBN 9781108710947)
- 468. (Co)end Calculus, Fosco Loregian, 2021, 1re éd.  (ISBN 9781108746120)
- 469. Computational Cryptography, Algorithmic Aspects of Cryptology, Joppe Bos, Martijn Stam, 2021, 1re éd.  (ISBN 9781108795937)
- 470. Surveys in Combinatorics 2021, Konrad K. Dabrowski, Maximilien Gadouleau, Nicholas Georgiou, Matthew Johnson, George B. Mertzios, Daniël Paulusma, 2021, 1re éd.  (ISBN 9781009018883)
- 471. Matrix Analysis and Entrywise Positivity Perservers, Apoorva Khare, 2022, 1re éd.  (ISBN 9781108792042)
- 472. Facets of Algebraic Geometry, volume 1, A Collection in Honor of William Fulton's 80th Birthday, Paolo Aluffi, David Anderson, Milena Hering, Mircea Mustaţă, Sam Payne, 2022, 1re éd.  (ISBN 9781108792509)
- 473. Facets of Algebraic Geometry, volume 2, A Collection in Honor of William Fulton's 80th Birthday, Paolo Aluffi, David Anderson, Milena Hering, Mircea Mustaţă, Sam Payne, 2022, 1re éd.  (ISBN 9781108792516)
- 474. Equivariant Topology and Derived Algebra, Scott Balchin, David Barnes, Magdalena Kędziorek, Markus Szymik, 2021, 1re éd.  (ISBN 9781108931946)
- 475. Effective Results and Methods for Diophantine Equations over Finitely Generated Domains, Jan-Hendrik Evertse, Kálmán Győry, 2022, 1re éd.  (ISBN 9781009005852)
- 476. An Indefinite Excursion in Operator Theory, Geometric and Spectral Treks in Kreĭn Spaces, Aurelian Gheondea, 2022, 1re éd.  (ISBN 9781108969031)
- 477. Elliptic Regularity Theory by Approximation Methods, Edgard A. Pimentel, 2022, 1re éd.  (ISBN 9781009096669)
- 478. Recent Developments in Algebraic Geometry, To Miles Reid for his 70th Birthday, Hamid Abban, Gavin Brown, Alexander Kasprzyk, Shigefumi Mori, 2022, 1re éd.  (ISBN 9781009180856)
- 479. Bounded Cohomology and Simplicial Volume, Caterina Campagnolo, Francesco Fournier-Facio, Nicolaus Heuer, Marco Moraschini, 2022, 1re éd.  (ISBN 9781009183291)
- 480. Stacks Project Expository Collection, Pieter Belmans, Wei Ho, Aise Johan de Jong, 2022, 1re éd.  (ISBN 9781009054850)
- 481. Surveys in Combinatorics 2022, Anthony Nixon, Sean Prendiville, 2022, 1re éd.  (ISBN 9781009096225)
- 482. The Logical Approach to Automatic Sequences, Exploring Combinatorics on Words with Walnut, Jeffrey Shallit, 2022, 1re éd.  (ISBN 9781108745246)
- 483. Rectifiability, A Survey, Pertti Mattila, 2023, 1re éd.  (ISBN 9781009288088)
- 484. Discrete Quantum Walks on Graphs and Digraphs, Chris Godsil, Hanmeng Zhan, 2023, 1re éd.  (ISBN 9781009261685)
- 485. The Calabi Problem for Fano Threefolds, Carolina Araujo, Ana-Maria Castravet, Ivan Cheltsov, Kento Fujita, Anne-Sophie Kaloghiros, Jesus Martinez-Garcia, Constantin Shramov, Hendrik Süß, Nivedita Viswanathan, 2023, 1re éd.  (ISBN 9781009193399)
- 486. Modern Trends in Algebra and Representation Theory, David Jordan, Nadia Mazza, Sibylle Schroll, 2023, 1re éd.  (ISBN 9781009097352)
- 487. Algebraic Combinatorics and the Monster Group, Alexander A. Ivanov, 2023, 1re éd.  (ISBN 9781009338042)
- 488. Maurer-Cartan Methods in Deformation Theory, The Twisting Procedure, Vladimir Dotsenko, Sergey Shadrin, Bruno Vallette, 2023, 1re éd.  (ISBN 9781108965644)
- 489. ?
- 490. C∞-Algebraic Geometry with Corners, Kelli Francis-Staite, Dominic Joyce, 2024, 1re éd.  (ISBN 9781009400169)